# 紫籌股
紫籌股，香港股票的類別之一，凡指個別股份身兼紅籌股和藍籌股的地位，而紅色與藍色混合便為紫色，即被市場泛稱為「紫籌股」。

## 香港的紫籌股
截止2021年6月7日，香港股市的紫籌股如下：
- 0267.HK 中信股份
- 0288.HK 萬洲國際
- 0688.HK 中國海外發展
- 0700.HK 騰訊控股
- 0762.HK 中國聯通
- 0941.HK 中國移動
- 0960.HK 龍湖地產
- 0968.HK 信義光能

- 1044.HK 恒安國際
- 1093.HK 石藥集團
- 1109.HK 華潤置地

- 1810.HK 小米集團－Ｗ
- 2007.HK 碧桂園
- 2018.HK 瑞聲科技
- 2020.HK 安踏體育
- 2269.HK 藥明生物
- 2313.HK 申洲國際
- 2319.HK 蒙牛乳業
- 2382.HK 舜宇光學科技
- 2388.HK 中銀香港
- 3690.HK 美團－Ｗ
- 6098.HK 碧桂園服務
- 6862.HK 海底撈
- 9988.HK 阿里巴巴－ＳＷ